# V582 Возничего
V582 Возничего (лат. V582 Aurigae) — одиночная переменная звезда в созвездии Возничего на расстоянии (вычисленном из значения параллакса) приблизительно 8400 световых лет (около 2575 парсеков) от Солнца. Видимая звёздная величина звезды — от менее +17m до +13m.

## Характеристики
V582 Возничего — оранжевая эруптивная переменная звезда типа FU Ориона, фуор (FU) спектрального класса K или G0I. Эффективная температура — около 4100 K.